# Umeå
Umeå (tiếng Thụy Điển phát âm: [ʉ ː me.o ː] (nghe); Phần Lan: Uumaja, Bắc Sami: Ubmi) là một thành phố đại học tại Västerbotten, Thụy Điển. Umeå nằm ở bờ biển phía đông của Vịnh Bothnia, một phần của Biển Baltic, và cách thủ đô Stockholm khoảng 400 km về phía bắc.
Umeå là thành phố lớn nhất ở Norrland, thủ phủ của hạt Västerbotten và là thủ phủ của đô thị Umeå. Thành phố có 75.645 dân cư nội thị(2005) trong tổng dân số 114.075 người (năm 2009).
Umeå là một trung tâm giáo dục, kỹ thuật và nghiên cứu y học ở Thụy Điển, với hai trường đại học và trên 30.000 sinh viên. Thành phố này được bầu Thủ đô văn hóa châu Âu năm 2014.
Tăng trưởng tăng tốc vào năm 1965, khi trường đại học được thành lập. Trong 30 năm qua, nhà ở tại Umeå đã tăng gấp đôi và tỷ lệ tăng trưởng này tiếp tục. Tính đến năm 2008, 700-800 căn hộ mới được xây dựng mỗi năm.

## Nền Kinh Tế và Công Nghiệp
Umeå có nền kinh tế đa dạng, từ ngành công nghiệp đến dịch vụ và giáo dục.
Công nghiệp chế biến gỗ, công nghiệp chế tạo, và các doanh nghiệp công nghệ thông tin đều đóng góp vào nền kinh tế của thành phố.